# Sơn Tinh – Thủy Tinh
Sơn Tinh – Thủy Tinh hay Sơn Thần là một truyền thuyết của văn hóa Việt Nam kể về cuộc chiến giữa Sơn Tinh và Thủy Tinh để giành nàng Mỵ Nương, con gái của Vua Hùng thứ 18 (Hùng Duệ Vương). Thủy Tinh đem sính lễ muộn, Sơn Tinh dẫn Mỵ Nương theo trước, do đó Thủy Tinh nổi giận gây chiến tranh giành nàng Mỵ Nương. Trong văn học trung đại Việt Nam, Sơn Tinh thường được gọi là Tản Viên Sơn Thánh, do Sơn Tinh ngự trị trên núi Tản Viên (nay gọi là núi Ba Vì).

## Nội dung

### Việt điện u linh tập
Sơn Tinh - Thủy Tinh được ghi chép trong Việt điện u linh tập với nhan đề Tản Viên Hựu Thánh Khuông Quốc Hiển Linh Ứng vương, gọn lại là Hựu Thánh Hiện Ứng vương (佑聖顯應王). Đây là một quyển sách ra đời khá sớm, ước tính vào thời nhà Trần, chuyên ghi chép những câu chuyện thần lịch quỷ dị của nước Đại Việt. Truyện lấy bối cảnh thời Hùng vương thứ mười tám
| “                                                                                            | Xét Giao Châu ký của Tăng Côn chép rằng: Vương là Sơn Tinh cùng với Thủy Tinh làm bạn rất thân thiết, ở ẩn tại động Gia Ninh, Phong Châu. Hùng vương có một cô con gái được gọi là Mỵ Nương, nhan sắc tuyệt diễm khuynh thành. Thục vương Phán sai sứ sang cầu hôn, vua muốn gả. Quan Đại thần là Lạc hầu cản rằng: "Ông ấy muốn dòm dỏ nước ta đó". Hùng vương sợ sinh ra hiềm khích. Lạc hầu tâu: "Đại vương đất rộng dân đông, tìm kẻ nào có kỳ tài dị thuật mà gả cho làm rể, rồi thiết lập quân kỵ thì sợ gì?". Vương nghe phải mới tuyệt giao với Thục vương rồi tìm khắp trong nước những người có dị thuật. Vương (ý nói Sơn Tinh) cùng với Thủy Tinh đều đến ứng tuyển. Hùng Vương bảo đem ra thi tài. Vương có thuật xem suốt ngọc đá; Thủy Tinh có thuật nhập vào nước lửa; người nào cũng có tài linh thông. Hùng Vương cả mừng, bảo Lạc hầu rằng: "Xem tài của hai chàng thì ta thấy đều nên gả con cho cả hai, duy ta chỉ có một người con gái mà đến hai người thì tính làm sao?". Lạc hầu tâu: "Vua nên hẹn với hai chàng hễ ai cưới trước thời được". Hùng Vương cho là phải; vua bảo với hai chàng về chuẩn bị lễ vật. Vương về bản hộ, suốt đêm biện gấp thổ vật như là: vàng, bạc, ngọc báu, tê giác, ngà voi, với lại chim quý, thú lạ, mỗi thứ một trăm. Hôm sau, sáng tinh sương, Vương đệ đến dâng hiến Hùng Vương. Hùng Vương mừng lắm, gả Mỵ Nương cho Vương; Vương rước vợ về đem lên ở núi Lôi Sơn. Đến chiều tối, Thủy Tinh cũng đem thủy vật đến, như là trân châu, đồi mồi, san hô, hổ phách, với lại cá kình, cá nghê, các thứ cá ngon mỗi thứ một trăm, đem đến bày ra để dâng vua, nhưng Mỵ Nương đã theo Vương về mất rồi! Thủy Tinh đại nộ đem quân đuổi theo, toan muốn nghiền nát núi Lôi Sơn. Vương dời lên ở trên chóp núi Tản Viên, đời đời cùng với Thủy Tinh là kẻ thù. Cứ mỗi năm đến mùa thu, Thủy Tinh dâng nước lên đánh núi Tản Viên, dân chúng đem nhau đắp đê để giúp Vương. Thủy Tinh không thể phạm đến được. Linh tích của Vương rất nhiều, kể không xiết. | ” |
| — Trích chuyện Tản Viên Hựu Thánh Khuông Quốc Hiển Linh Ứng vương trong Việt điện u linh tập | |   |

### Lĩnh Nam chích quái
Bên cạnh Việt điện u linh tập, tác phẩm Lĩnh Nam chích quái cũng ghi lại truyền thuyết này với tựa đề là Tản Viên sơn truyện (傘圓山傳; tạm hiểu là Câu chuyện về thần núi Tản Viên).
| “                                                        | Núi Tản Viên ở phía tây kinh thành Thăng Long nước Nam Việt. Núi cao một vạn hai nghìn ba trăm trượng, chu vi chín vạn tám nghìn sáu trăm vạn. Ba núi đứng xếp hàng, đỉnh tròn như cái tán cho nên có tên ấy. Theo sách Ai giao châu tự của Đường Tăng thì Đại vương núi này là Sơn Tinh, họ Nguyễn, vô cùng linh ứng. Khi hạn hán, lúc lụt lội cầu đảo để phòng tai trừ hoạn lập tức có ứng nghiệm. Kẻ thờ cúng hết lòng thành kính. Thường thường, vào những ngày quang đãng như có bóng cờ xí thấp thoáng trong hang núi. Dân trong vùng nói rằng đó là Sơn thần hiển hiện. Khi Cao Biền nhà Đường ở An Nam muốn yểm những nơi linh tích bèn mổ bụng con gái chưa chồng mười bảy tuổi, vứt ruột đi, nhồi cỏ bấc vào bụng, mặc áo quần vào rồi đặt ngồi trên ngai tế bằng trâu bò, hễ thấy cử động thì vung kiếm mà chém đầu. Phàm muốn đánh lừa các thần đều dùng thuật đó. Biền đem thuật đó để tiến đại vương núi Tản Viên, thấy Vương cưỡi ngựa trắng ở trên mây nhổ nước bọt vào mà bỏ đi. Biền than rằng: "Linh khí ở phương Nam không thể lường được, cái vượng khí đời nào hết được!". Sự linh ứng đã hiển hiện ra như vậy đó. Xưa kia, Đại vương trông thấy phong cảnh núi Tản Viên đẹp đẽ bèn làm một con đường từ bến Bạch Phiên đi lên phía nam núi Tản Viên, qua động An Vệ, tới các ngọn nguồn lạch suối đều dựng điện để nghỉ ngơi. Rồi lại đi qua rìa núi đến chỏm núi có mây che thì định cư ở đó. Đôi lúc rong chơi trên sông Tiểu Hoàng Giang xem đánh cá, phàm đi qua các làng xóm đều dựng điện để nghỉ ngơi. Về sau, nhân dân theo dấu vết các điện đó mà lập đền miếu để thờ cúng. Lại theo truyện cũ ở sách Giao Châu ký của Lỗ Công, tương truyền rằng Đại Vương sơn tinh họ Nguyễn, cùng vui ở với loài thủy tộc ở đất Gia Ninh, huyện Phong Châu. Thời vua Chu Noãn vương, Hùng Vương thứ 18 đến ở đất Việt Trì, Châu Phong, lấy quốc hiệu là Văn Lang. Vua có người con gái tên là Mỵ Nương (cháu 18 đời của Thần Nông), có sắc đẹp; Thục vương Phán cầu hôn, nhà vua không bằng lòng, muốn chọn rể hiền. Mấy hôm sau, bỗng thấy hai người, một người xưng là Sơn Tinh, một người xưng là Thủy Tinh đến để cầu hôn. Hùng Vương truyền tỉ thí pháp thuật. Sơn Tinh chỉ núi, núi lở, ra vào trong đá không có gì trở ngại. Thủy Tinh lấy nước phun lên không biến thành mây mưa. Vua nói: "Hai vị đều có phép thần, nhưng ta chỉ có một con gái, vậy ai mang sính lễ tới trước, ta khắc gả cho". Sáng hôm sau, Sơn Tinh mang ngọc quý, vàng bạc sơn cầm, dã thú... các lễ vật đến tiến, vua y cho. Thủy Tinh đến sau, không thấy Mỵ Nương, cả giận đem loài thủy tộc định đánh để cướp lại. Vương lấy lưới sắt ngăn ngang sông huyện Từ Liêm. Thủy Tinh bèn mở một dải sông Tiểu Hoàng Giang từ Lý Nhân ra Hát Giang, vào sông Đà Giang để đánh ập sau lưng núi Tản Viên. Lại mở ngách sông Tiểu Tích Giang hướng về trước núi Tản Viên, đi qua Cam Giá, Xa Lâu, Cổ Hào, Ma Sá ở khoảng ven sông đánh sụt thành cái vũng lớn để mở lối đi cho quân thủy tộc. Thường làm mưa gió mịt mù, dâng nước lên đánh Vương. Dân ở chân núi thấy thế bèn cắm một hàng rào thưa để đón đỡ, đánh trống gõ cối, hò reo để cứu viện. Thấy rơm rác trôi bên ngoài hàng rào bèn bắn, thủy tộc chết biến thành thây ba ba thuồng luồng trôi tắc cả khu sông. Hàng năm vào khoảng tháng bảy tháng tám vẫn thường như vậy. Dân vùng chân núi hay bị gió to nước lớn, lúa má thiệt hại cả. Người đời tương truyền rằng đó là Sơn Tinh và Thủy Tinh tranh nhau lấy Mỵ Nương. Đại Vương được bí quyết trường sinh của thần tiên nên rất hiển linh, đó là vị đệ nhất phúc thần của nước Đại Việt vậy. Hàn Lâm học sĩ Nguyễn Sĩ Cố đời Trần đến phía Tây bái yết, có làm thơ rằng: Sơn tự thiên cao thần tối linh, tâm quynh tài khấu dĩ văn thanh. Mỵ Nương diệc hữu hiển linh thuật, thả vi thư sinh bảo thử hành. | ” |
| — Trích từ Tản Viên sơn truyện trong Lĩnh Nam chích quái | |   |

### Đại Việt Sử ký Toàn thư
Truyền thuyết này vốn không được ghi trong những cuốn sử biên niên như Đại Việt sử ký, Đại Việt sử lược, nhưng đến Đại Việt sử ký toàn thư thời Hậu Lê thì lại chép vào, phần ngoại kỷ thời Hồng Bàng Thị - Hùng vương.
{{WPːKHONG}}
| “                                                                    | Cuối thời Hùng vương (sách Toàn thư vốn không ghi Hùng vương có 18 đời như truyền thuyết), vua có con gái gọi là Mỵ Nương, nhan sắc xinh đẹp. Thục vương nghe tiếng, đến cầu hôn. Vua muốn gả, nhưng Hùng hầu can rằng: "Họ muốn chiếm nước ta, chỉ lấy việc hôn nhân làm cớ mà thôi". Thục vương vì chuyện ấy để bụng oán giận. Vua muốn tìm người xứng đáng để gả, bảo các bề tôi rằng: "Đứa con gái này là giống tiên, người nào có đủ tài đức mới cho làm rể". Bấy giờ có hai người từ ngoài đến, lạy dưới sân để cầu hôn. Vua lấy làm lạ, hỏi thì họ thưa rằng một người là Sơn Tinh, một người là Thủy Tinh, đều ở trong cõi cả, nghe nhà vua có thánh nữ, đánh bạo đến xin lĩnh mệnh. Vua nói: "Ta có một người con gái, lẽ nào lại được cả hai rể hiền?". Bèn hẹn đến ngày hôm sau, ai đem đủ sính lễ đến trước thì gả cho người ấy. Hai người vâng lời, lạy tạ ra về. Hôm sau, Sơn Tinh đem các đồ châu báu vàng bạc, chim núi thú rừng đến dâng. Vua y hẹn gả con cho. Sơn Tinh đón vợ về ở ngọn núi cao trên núi Tản Viên. Thủy Tinh cũng đem sính lễ đến sau, giận tiếc là không kịp, bèn kéo mây làm mưa, dâng nước tràn ngập, đem các loài thủy tộc đuổi theo. Vua cùng Sơn Tinh lấy lưới sắt chăng ngang thượng lưu sông Từ Liêm để chặn lại. Thủy Tinh theo sông khác, từ Ly Nhân vào chân núi Quảng Oai rồi theo dọc bờ lên cửa sông Hát, ra sông lớn mà rẽ vào sông Đà để đánh Tản Viên, nơi nơi đào sâu thành vực thành chằm, chứa nước để mưu đánh úp. Sơn Tinh có phép thần biến hóa, gọi người Man đan tre làm rào chắn nước, lấy nỏ bắn xuống, các loài có vẩy và có vỏ trúng tên đều chạy trốn cả. Rốt cuộc Thủy Tinh không thể xâm phạm được núi Tản Viên. Tục truyền Sơn Tinh và Thủy Tinh từ đấy về sau đời đời thù oán, mỗi năm mùa nước to thường vẫn đánh nhau. Núi Tản Viên là dãy núi cao của nước Việt ta, sự linh thiêng rất ứng nghiệm. Mỵ Nương đã lấy Sơn Tinh, Thục vương tức giận, dặn lại con cháu phải diệt Văn Lang mà chiếm lấy nước. Đến đời cháu là Thục Phán có dũng lược, bèn đánh lấy nước. | ” |
| — Trích từ Ngoại kỷ thời Hồng Bàng Thị trong Đại Việt sử ký Toàn thư | |   |

### Phiên bản Sách giáo khoa ngữ văn
Câu chuyện Sơn Tinh - Thủy Tinh phổ biến thì lại có một số chi tiết khác hẳn. Đặc biệt là phiên bản Sách giáo khoa (SGK) Ngữ Văn tập 2 lớp 6, Nhà Xuất bản Giáo dục.
| “                                                            | Hùng Vương thứ 18 có một người con gái tên là Mỵ Nương, người đẹp như hoa, tính nết hiền dịu (nhiều phiên bản về sau cho rằng nàng tên Ngọc Hoa). Vua cha yêu thương nàng hết mực, muốn kén cho con một người chồng thật xứng đáng. Một hôm có hai chàng trai đến cầu hôn(1). Một người ở vùng núi Tản Viên(2) có tài lạ: vẫy tay về phía đông, phía đông nổi cồn bãi; vẫy tay về phía tây, phía tây mọc lên từng dãy núi đồi. Người ta gọi chàng là Sơn Tinh. Một người ở miền biển, tài năng cũng không kém: gọi gió, gió đến; hô mưa, mưa về. Người ta gọi chàng là Thủy Tinh. Một người là chúa vùng non cao, một người là chúa vùng nước thẳm. Cả hai đều xứng đáng làm rể vua Hùng. Vua Hùng băn khoăn không biết nhận lời ai, từ chối ai, bèn cho mời các Lạc hầu(3) vào bàn bạc. Xong, vua phán(4): "Hai chàng đều vừa ý ta, nhưng ta chỉ có một người con gái, biết gả cho người nào? Thôi thì ngày mai, ai đem sính lễ(5) đến trước, ta sẽ cho cưới con gái ta". Hai chàng tâu hỏi đồ sính lễ cần sắm những gì, vua bảo: "Một trăm ván(6) cơm nếp, một trăm nệp(7) bánh chưng, voi chín ngà, gà chín cựa, ngựa chín hồng mao(8), mỗi thứ một đôi". Hôm sau, mới tờ mờ sáng, Sơn Tinh đã đem đầy đủ lễ vật đến rước Mỵ Nương về núi. Thủy Tinh đến sau, không lấy được vợ, đùng đùng nổi giận, đem quân đuổi theo đòi cướp lấy Mỵ Nương. Thần hô mưa, gọi gió, làm thành dông bão rung chuyển cả đất trời, dâng nước sông lên cuồn cuộn đánh Sơn Tinh. Nước ngập ruộng đồng, nước ngập nhà cửa, nước dâng lên lưng đồi, sườn núi, thành Phong Châu(9) như nổi lềnh bềnh trên một biển nước. Sơn Tinh không hề nao núng(10). Thần dùng phép lạ bốc từng quả đồi, dời từng dãy núi, dựng thành lũy đất, ngăn chặn dòng nước lũ. Nước sông dâng lên bao nhiêu, đồi núi cao lên bấy nhiêu. Hai bên đánh nhau ròng rã mấy tháng trời, cuối cùng Sơn Tinh vẫn vững vàng mà sức Thủy Tinh đã cạn kiệt. Thần Nước đành rút quân. Từ đó, oán nặng, thù sâu, hằng năm Thủy Tinh làm mưa làm gió, bão lụt dâng nước đánh Sơn Tinh. Nhưng năm nào cũng vậy, Thần Nước đánh mệt mỏi, chán chê không thắng nổi Thần Núi để cướp Mỵ Nương, đành rút quân về. | ” |
| — (Theo Huỳnh Lý, Văn 6, tập một, NXB Giáo Dục,1994,tr 7-9.) | |   |

## Cảm hứng
Truyền thuyết này đã trở thành chất liệu để nhiều người khác sáng tác nhạc, truyện, thơ và kịch. Có thể kể đến:
- Bài thơ "Sơn Tinh, Thủy Tinh" do Nguyễn Nhược Pháp sáng tác.
- Truyện "Sự tích những ngày đẹp trời" do Hòa Vang sáng tác.
- Bài hát "Chuyện tình Thủy Thần" do Trần Lập sáng tác, ban nhạc Bức Tường thể hiện.
- Vở kịch "Truyền thuyết Sơn Tinh và Thủy Tinh" do Thanh Phương viết kịch bản.[4]
- Bài hát “Sơn Thủy Khúc” do ca sĩ Jun Phạm thể hiện.